# International Champions Cup 2018
La International Champions Cup 2018 fue la 6ª edición de este torneo bajo su actual nombre, y en general la novena edición de esta competencia organizada anualmente por la empresa estadounidense Relevent Sports Group, la cual reúne a los mejores clubes del mundo y sirve como preparación de cara a la temporada futbolística 2018-19. Se disputará entre el 20 de julio y 11 de agosto de 2018 en 3 zonas geográficas: Estados Unidos, Europa y Singapur.
El torneo masculino estará conformado por 18 clubes, los cuales jugaran un total de 3 partidos cada uno en distintas sedes. En caso de empate después de los 90 minutos reglamentarios, se ejecutara una tanda de penaltis en donde el ganador de esta obtendrá 2 puntos, mientras que al perdedor solo se le otorgara una unidad. Al finalizar todos los encuentros, el equipo mejor ubicado en la tabla general se proclamara campeón de la competencia. A diferencia de años anteriores, en esta ocasión no se otorgara un trofeo por zona geográfica, sino que (como se mencionó anteriormente), el club mejor posicionado obtendrá el único título en disputa. 
Para esta edición, los organizadores decidieron hacer la creación de un campeonato femenino, el cual contó con la participación de 4 equipos los cuales jugaron un Final Four compuesto por semifinales, partido por el tercer puesto y final, en donde el ganador de esta se proclamara campeón. Al igual que en la rama varonil, en caso de empate en los 90 minutos reglamentarios, se utilizaran los tiros penales para decidir al ganador. Todos los encuentros se celebraron en el Hard Rock Stadium de la ciudad de Miami, Estados Unidos.

## Sistema de puntuación
| Partido ganado | Partido ganado (penales) | Partido perdido (penales) | Partido perdido |
| -------------- | ------------------------ | ------------------------- | --------------- |
| 3 puntos       | 2 puntos                 | 1 punto                   | 0 puntos        |

## Equipos participantes

### Masculinos
| País                  | Equipo             | Ciudad     | Confederación | Liga           |
| --------------------- | ------------------ | ---------- | ------------- | -------------- |
| Bandera de Italia     | AC Milan           | Milán      | UEFA          | Serie A        |
| Bandera de Inglaterra | Arsenal            | Londres    | UEFA          | Premier League |
| Bandera de Italia     | AS Roma            | Roma       | UEFA          | Serie A        |
| Bandera de España     | Atlético de Madrid | Madrid     | UEFA          | LaLiga         |
| Bandera de Alemania   | Bayern Munich      | Múnich     | UEFA          | Bundesliga     |
| Bandera de Alemania   | Borussia Dortmund  | Dortmund   | UEFA          | Bundesliga     |
| Bandera de Inglaterra | Chelsea            | Londres    | UEFA          | Premier League |
| Bandera de España     | FC Barcelona       | Barcelona  | UEFA          | LaLiga         |
| Bandera de Italia     | FC Internazionale  | Milán      | UEFA          | Serie A        |
| Bandera de Italia     | Juventus           | Turín      | UEFA          | Serie A        |
| Bandera de Inglaterra | Liverpool          | Liverpool  | UEFA          | Premier League |
| Bandera de Inglaterra | Manchester City    | Mánchester | UEFA          | Premier League |
| Bandera de Inglaterra | Manchester United  | Mánchester | UEFA          | Premier League |
| Bandera de Francia    | Olympique de Lyon  | Lyon       | UEFA          | Ligue 1        |
| Bandera de Francia    | PSG                | París      | UEFA          | Ligue 1        |
| Bandera de España     | Real Madrid        | Madrid     | UEFA          | LaLiga         |
| Bandera de Portugal   | Benfica            | Lisboa     | UEFA          | Primeira Liga  |
| Bandera de Inglaterra | Tottenham Hotspur  | Londres    | UEFA          | Premier League |

### Femeninos
| País                      | Equipo                 | Ciudad     | Confederación | Liga                    |
| ------------------------- | ---------------------- | ---------- | ------------- | ----------------------- |
| Bandera de Inglaterra     | Manchester City        | Mánchester | UEFA          | FA Women's Super League |
| Bandera de Estados Unidos | North Carolina Courage | Cary       | CONCACAF      | NWSL                    |
| Bandera de Francia        | Olympique de Lyon      | Lyon       | UEFA          | Division 1              |
| Bandera de Francia        | PSG                    | París      | UEFA          | Division 1              |

## Sedes
Los encuentros se llevaron a cabo en 22 estadios repartidos en 9 países.

### Estados Unidos
| Chicago           | Charlotte               | Filadelfia              | Pittsburgh         | East Rutherford   |
| ----------------- | ----------------------- | ----------------------- | ------------------ | ----------------- |
| Soldier Field     | Bank of America Stadium | Lincoln Financial Field | Heinz Field        | MetLife Stadium   |
| Capacidad: 61,500 | Capacidad: 75,412       | Capacidad: 67,594       | Capacidad: 68,400  | Capacidad: 82,500 |
|                   |                         |                         |                    |                   |
| San Diego         | Carson                  | Harrison                | Ann Arbor          | Miami             |
| SDCCU Stadium     | StubHub Center          | Red Bull Arena          | Michigan Stadium   | Hard Rock Stadium |
| Capacidad: 70,561 | Capacidad: 27,000       | Capacidad: 25,000       | Capacidad: 107,601 | Capacidad: 65,326 |
|                   |                         |                         |                    |                   |
| Pasadena          | Minneapolis             | Arlington               | Landover           | Santa Clara       |
| Rose Bowl Stadium | U.S. Bank Stadium       | AT&T Stadium            | FedExField         | Levi's Stadium    |
| Capacidad: 90 888 | Capacidad: 73,000       | Capacidad: 80,000       | Capacidad: 82,000  | Capacidad: 68,500 |
|                   |                         |                         |                    |                   |

### Europa
| Dublín            | Faro y Loulé                | Klagenfurt         | Lecce                |
| ----------------- | --------------------------- | ------------------ | -------------------- |
| Estadio Aviva     | Estadio Algarve             | Wörthersee Stadion | Estadio Via del Mare |
| Capacidad: 51,700 | Capacidad: 30,305           | Capacidad: 29,863  | Capacidad: 40,670    |
|                   |                             |                    |                      |
| Londres           | Madrid                      | Niza               |                      |
| Stamford Bridge   | Estadio Wanda Metropolitano | Allianz Riviera    |                      |
| Capacidad: 41,837 | Capacidad: 68,456           | Capacidad: 35,000  |                      |
|                   |                             |                    |                      |

### Singapur
| Singapur                     |
| ---------------------------- |
| Estadio Nacional de Singapur |
| Capacidad: 55,000            |
|                              |

## Torneo masculino

### Partidos
| 20 de julio de 2018, 20:00 (UTC-5) | Manchester City | 0:1 (0:1) | Borussia Dortmund | Soldier Field, Chicago                                         |                                                                |
|                                    |                 | Reporte   | 28' Mario Götze   | Asistencia: 34.629 espectadores Árbitro(s): Armando Villarreal | Asistencia: 34.629 espectadores Árbitro(s): Armando Villarreal |

| 21 de julio de 2018, 15:30 (UTC +2) | Bayern Múnich                                               | 3:1 (0:1) | PSG              | Wörthersee Stadion, Klagenfurt                               |                                                              |
|                                     | Javi Martínez 60' · Renato Sanches 68' · Joshua Zirkzee 78' | Reporte   | 31' Timothy Weah | Asistencia: 22.300 espectadores Árbitro(s): Alexander Harkam | Asistencia: 22.300 espectadores Árbitro(s): Alexander Harkam |

| 22 de julio de 2018, 16:00 (UTC -4) | Liverpool           | 1:3 (1:0) | Borussia Dortmund                             | Bank of America Stadium, Charlotte                        |                                                           |
|                                     | Virgil van Dijk 25' | Reporte   | 66' 89' Christian Pulisic · 90+3' Jacob Bruun | Asistencia: 55.447 espectadores Árbitro(s): Allen Chapman | Asistencia: 55.447 espectadores Árbitro(s): Allen Chapman |

| 25 de julio de 2018, 19:00 (UTC -4) | Juventus               | 2:0 (2:0) | Bayern Múnich | Lincoln Financial Field, Filadelfia                     |                                                         |
|                                     | Andrea Favilli 32' 40' | Reporte   |               | Asistencia: 32.105 espectadores Árbitro(s): Chris Penso | Asistencia: 32.105 espectadores Árbitro(s): Chris Penso |

| 25 de julio de 2018, 20:00 (UTC -4) | Borussia Dortmund                                                          | 2:2 (2:0) (3:4 p.)         | Benfica                                                                       | Heinz Field, Pittsburgh                                  |                                                          |
|                                     | Maximilian Philipp 20' 22'                                                 | Reporte                    | 51' Almeida · 69' Alfa Semedo                                                 | Asistencia: 16.171 espectadores Árbitro(s): Nima Saghafi | Asistencia: 16.171 espectadores Árbitro(s): Nima Saghafi |
|                                     |                                                                            | Tiros desde el punto penal |                                                                               |                                                          |                                                          |
|                                     | Marius Wolf · Sergio Gómez · Dženis Burnić · Jadon Sancho · Alexander Isak |                            | Cristian Lema · Jonas Gonçalves · Facundo Ferreyra · Andreas Samaris · Salvio |                                                          |                                                          |

| 25 de julio de 2018, 20:00 (UTC -4) | Manchester City | 1:2 (0:0) | Liverpool                    | MetLife Stadium, East Rutherford                         |                                                          |
|                                     | Leroy Sané 57'  | Reporte   | 63' Salah · 90+4' Sadio Mané | Asistencia: 52.635 espectadores Árbitro(s): Sorin Stoica | Asistencia: 52.635 espectadores Árbitro(s): Sorin Stoica |

| 25 de julio de 2018, 19:00 (UTC -7) | Roma             | 1:4 (1:4) | Tottenham Hotspur                     | SDCCU Stadium, San Diego                                       |                                                                |
|                                     | Patrik Schick 3' | Reporte   | 9' 18' Llorente · 28' 44' Lucas Moura | Asistencia: 18.861 espectadores Árbitro(s): Alejandro Mariscal | Asistencia: 18.861 espectadores Árbitro(s): Alejandro Mariscal |

| 25 de julio de 2018, 20:00 (UTC -7) | Milan | 1:1 (1:1) (8:9 p.)         | Manchester United | StubHub Center, Carson                                       |                                                              |
|                                     | Suso 15' | Reporte                    | 12' Alexis Sánchez | Asistencia: 21.742 espectadores Árbitro(s): Baldomero Toledo | Asistencia: 21.742 espectadores Árbitro(s): Baldomero Toledo |
|                                     | | Tiros desde el punto penal | |                                                              |                                                              |
|                                     | Çalhanoğlu · Fabio Borini · Franck Kessié · Suso · Pepe Reina · Romagnoli · Davide Calabria · Kalinić · Musacchio · José Mauri · Luca Antonelli · Çalhanoğlu · Franck Kessié |                            | Andreas Pereira · Ander Herrera · Alexis Sánchez · Scott McTominay · Joel Castro · Eric Bertrand · Smalling · Tuanzebe · Timothy Fosu · Ethan Hamilton · Matteo Darmian · Andreas Pereira · Ander Herrera |                                                              |                                                              |

| 26 de julio de 2018, 20:00 (UTC +8) | Atlético de Madrid                                                                 | 1:1 (1:0) (3:1 p.)         | Arsenal                                                          | Estadio Nacional, Singapur                                 |                                                            |
|                                     | Vietto 41'                                                                         | Reporte                    | 47' Emile Smith                                                  | Asistencia: 23.095 espectadores Árbitro(s): Ahmad A'Qashah | Asistencia: 23.095 espectadores Árbitro(s): Ahmad A'Qashah |
|                                     |                                                                                    | Tiros desde el punto penal |                                                                  |                                                            |                                                            |
|                                     | Ángel Correa · Rodrigo Hernández · Borja Garces · Victor Carpintero · Antonio Adán |                            | Mjitaryán · Joe Willock · Ainsley Maitland-Niles · Eddie Nketiah |                                                            |                                                            |

| 28 de julio de 2018, 19:30 (UTC +8) | Arsenal                                                              | 5:1 (1:0) | PSG        | Estadio Nacional, Singapur                                      |                                                                 |
|                                     | Özil 13' · Lacazette 67' 71' · Rob Holding 87' · Eddie Nketiah 90+4' | Reporte   | 60' Nkunku | Asistencia: 50.308 espectadores Árbitro(s): Nathan Rong De Chan | Asistencia: 50.308 espectadores Árbitro(s): Nathan Rong De Chan |

| 28 de julio de 2018, 13:00 (UTC -4) | Benfica                                                       | 1:1 (1:0) (2:4 p.)         | Juventus                                            | Red Bull Arena, Harrison                                       |                                                                |
|                                     | Grimaldo 65'                                                  | Reporte                    | 84' Luca Clemenza                                   | Asistencia: 24.194 espectadores Árbitro(s): José Carlos Rivero | Asistencia: 24.194 espectadores Árbitro(s): José Carlos Rivero |
|                                     |                                                               | Tiros desde el punto penal |                                                     |                                                                |                                                                |
|                                     | Keaton Parks · Jonas Gonçalves · Andreas Samaris · João Félix |                            | Fagioli · Emre Can · Stefano Beltrame · Alex Sandro |                                                                |                                                                |

| 28 de julio de 2018, 20:00 (UTC +2) | Chelsea                                                           | 1:1 (1:0) (5:4 p.)         | Internazionale                                         | Allianz Riviera, Niza         |                               |
|                                     | Pedro 8'                                                          | Reporte                    | 49' Gagliardini                                        | Árbitro(s): Nicolas Rainville | Árbitro(s): Nicolas Rainville |
|                                     |                                                                   | Tiros desde el punto penal |                                                        |                               |                               |
|                                     | Jorginho · Danny Drinkwater · Moses · Tammy Abraham · Azpilicueta |                            | Ranocchia · Gagliardini · Lautaro · Škriniar · Karamoh |                               |                               |

| 28 de julio de 2018, 17:00 (UTC -4) | Manchester United   | 1:4 (1:1) | Liverpool                                              | Michigan Stadium, Ann Arbor                                |                                                            |
|                                     | Andreas Pereira 31' | Reporte   | 28' Mané · 66' Sturridge · 74' Sheyi Ojo · 82' Shaqiri | Asistencia: 101.254 espectadores Árbitro(s): Ismail Elfath | Asistencia: 101.254 espectadores Árbitro(s): Ismail Elfath |

| 28 de julio de 2018, 19:00 (UTC -4) | Bayern Múnich                    | 2:3 (2:1) | Manchester City                             | Hard Rock Stadium, Miami                              |                                                       |
|                                     | Meritan Shabani 15' · Robben 24' | Reporte   | 45+1' 70' Bernardo Silva · 51' Lukas Nmecha | Asistencia: 29.195 espectadores Árbitro(s): Ted Unkel | Asistencia: 29.195 espectadores Árbitro(s): Ted Unkel |

| 28 de julio de 2018, 20:00 (UTC -7) | Barcelona                                       | 2:2 (2:0) (5:3 p.)         | Tottenham Hotspur                                | Rose Bowl Stadium, Pasadena                             |                                                         |
|                                     | - Munir 15' - Arthur 29'                        | Reporte                    | - 73' Son - 75' Nkoudou                          | Asistencia: 66.805 espectadores Árbitro(s): Kevin Stott | Asistencia: 66.805 espectadores Árbitro(s): Kevin Stott |
|                                     |                                                 | Tiros desde el punto penal |                                                  |                                                         |                                                         |
|                                     | - Palencia - Abel Ruiz - Monchu - Puig - Malcom |                            | - Son - Ben Davies - Georgiou - Davinson Sánchez |                                                         |                                                         |

| 30 de julio de 2018, 19:30 (UTC +8) | PSG                                              | 3:2 (1:0) | Atlético de Madrid               | Estadio Nacional, Singapur      |                                 |
|                                     | Nkunku 32' · Moussa Diaby 72' · Postolachi 90+2' |           | 75' Victor Mollejo · 86' Bernede | Árbitro(s): Muhammad Bin Jahari | Árbitro(s): Muhammad Bin Jahari |

| 31 de julio de 2018, 20:00 (UTC -4) | Manchester United                      | 2:1 (2:1) | Real Madrid   | Hard Rock Stadium, Miami  |                           |
|                                     | Alexis Sánchez 18' · Ander Herrera 27' |           | 45+3' Benzema | Árbitro(s): Allen Chapman | Árbitro(s): Allen Chapman |

| 31 de julio de 2018, 19:30 (UTC -5) | Tottenham Hotspur | 1:0 (0:0) | Milan | U.S. Bank Stadium, Minneapolis |                           |
|                                     | Nkoudou 47'       |           |       | Árbitro(s): Ismail Elfath      | Árbitro(s): Ismail Elfath |

| 31 de julio de 2018, 21:00 (UTC -5) | Barcelona               | 2:4 (1:1) | Roma                                                         | AT&T Stadium, Arlington        |                                |
|                                     | Rafinha 6' · Malcom 49' |           | 35' El Shaarawy · 78' Florenzi · 83' Cristante · 86' Perotti | Árbitro(s): José Carlos Rivero | Árbitro(s): José Carlos Rivero |

| 1 de agosto de 2018, 20:00 (UTC +1) | Arsenal                                                              | 1:1 (0:1) (6:5 p.)         | Chelsea                                                                           | Estadio Aviva, Dublín       |                             |
|                                     | Lacazette 90+3'                                                      |                            | 5' Rüdiger                                                                        | Árbitro(s): Paul McLaughlin | Árbitro(s): Paul McLaughlin |
|                                     |                                                                      | Tiros desde el punto penal |                                                                                   |                             |                             |
|                                     | Lacazette · Reiss Nelson · Guendouzi · Maitland-Niles · Özil · Iwobi |                            | Drinkwater · Tammy Abraham · Victor Moses · Palmieri · Lucas Piazón · Ruben Cheek |                             |                             |

| 1 de agosto de 2018, 21:00 (UTC +1) | Benfica                                  | 2:3 (0:2) | Olympique de Lyon                                    | Estadio Algarve, Faro - Loulé |                             |
|                                     | Pizzi Fernandes 59' · Marcelo Guedes 64' |           | 40' Marcelo Guedes · 45' Traoré · 83' Martin Terrier | Árbitro(s): Hélder Malheiro   | Árbitro(s): Hélder Malheiro |

| 4 de agosto de 2018, 20:00 (UTC +2) | Internazionale | 1:0 (0:0) | Olympique de Lyon | Estadio Via del Mare, Lecce |                            |
|                                     | Lautaro 52'    |           |                   | Árbitro(s): Marco Di Bello  | Árbitro(s): Marco Di Bello |

| 4 de agosto de 2018, 18:00 (UTC -4) | Real Madrid                  | 3:1 (1:1) | Juventus     | FedExField, Landover      |                           |
|                                     | - Bale 39' - Asensio 47' 56' |           | 12' Carvajal | Árbitro(s): Robert Sibiga | Árbitro(s): Robert Sibiga |

| 4 de agosto de 2018, 17:00 (UTC -7) | Milan             | 1:0 (0:0) | Barcelona | Levi's Stadium, Santa Clara  |                              |
|                                     | André Silva 90+3' |           |           | Árbitro(s): Baldomero Toledo | Árbitro(s): Baldomero Toledo |

| 7 de agosto de 2018, 20:00 (UTC +1) | Chelsea                                                       | 0:0 (5:4 p.)               | Olympique de Lyon                                              | Stamford Bridge, Londres                                 |  |
|                                     |                                                               |                            |                                                                | Asistencia: 18.457 espectadores Árbitro(s): Paul Tierney |  |
|                                     |                                                               | Tiros desde el punto penal |                                                                |                                                          |  |
|                                     | Jorge Frello · Barkley · Marcos Alonso · Azpilicueta · Hazard |                            | Jordan Ferri · Marcelo Guedes · Gouri · Kenny Tete · Pape Diop |                                                          |  |

| 7 de agosto de 2018, 20:00 (UTC -4) | Real Madrid             | 2:1 (2:0) | Roma            | MetLife Stadium, East Rutherford                        |                                                         |
|                                     | - Asensio 2' - Bale 15' |           | - 83' Strootman | Asistencia: 51.528 espectadores Árbitro(s): Mark Geiger | Asistencia: 51.528 espectadores Árbitro(s): Mark Geiger |

| 11 de agosto de 2018, 21:00 (UTC +2) | Atlético de Madrid | 0:1 (0:0) | Internazionale | Estadio Wanda Metropolitano, Madrid                             |                                                                 |
|                                      |                    |           | 31' Lautaro    | Asistencia: 23.427 espectadores Árbitro(s): Hernández Hernández | Asistencia: 23.427 espectadores Árbitro(s): Hernández Hernández |

### Clasificación
| Pos. | Equipo              | Pts. | PJ | G | GPEN | PPEN | P | GF | GC | Dif. |
| ---- | ------------------- | ---- | -- | - | ---- | ---- | - | -- | -- | ---- |
| 1    | Tottenham Hotspur   | 7    | 3  | 2 | 0    | 1    | 0 | 7  | 3  | +4   |
| 2    | Borussia Dortmund   | 7    | 3  | 2 | 0    | 1    | 0 | 6  | 3  | +3   |
| 3    | Inter Milan         | 7    | 3  | 2 | 0    | 1    | 0 | 3  | 1  | +2   |
| 4    | Arsenal             | 6    | 3  | 1 | 1    | 1    | 0 | 7  | 3  | +4   |
| 5    | Liverpool           | 6    | 3  | 2 | 0    | 0    | 1 | 7  | 5  | +2   |
| 6    | Real Madrid         | 6    | 3  | 2 | 0    | 0    | 1 | 6  | 4  | +2   |
| 7    | Juventus            | 5    | 3  | 1 | 1    | 0    | 1 | 4  | 4  | 0    |
| 8    | Chelsea             | 5    | 3  | 0 | 2    | 1    | 0 | 2  | 2  | 0    |
| 9    | Manchester United   | 5    | 3  | 1 | 1    | 0    | 1 | 4  | 6  | −2   |
| 10   | Lyon                | 4    | 3  | 1 | 0    | 1    | 1 | 3  | 3  | 0    |
| 11   | Milan               | 4    | 3  | 1 | 0    | 1    | 1 | 2  | 2  | 0    |
| 12   | Bayern Munich       | 3    | 3  | 1 | 0    | 0    | 2 | 5  | 6  | −1   |
| 13   | Benfica             | 3    | 3  | 0 | 1    | 1    | 1 | 5  | 6  | −1   |
| 14   | Manchester City     | 3    | 3  | 1 | 0    | 0    | 2 | 4  | 5  | −1   |
| 15   | Roma                | 3    | 3  | 1 | 0    | 0    | 2 | 5  | 8  | −3   |
| 16   | Paris Saint-Germain | 3    | 3  | 1 | 0    | 0    | 2 | 5  | 10 | −5   |
| 17   | Atlético Madrid     | 2    | 3  | 0 | 1    | 0    | 2 | 3  | 5  | −2   |
| 18   | Barcelona           | 2    | 3  | 0 | 1    | 0    | 2 | 4  | 7  | −3   |

 Fuente: ICC
Criterios de clasificación: 1) Puntos; 2) Puntos entre los equipos implicados; 2) Diferencia de goles; 3) Goles marcados; 4) Puntos contra el mismo adversario común; 5) Menos tarjetas rojas; 6) Menos tarjetas amarillas; 7) Menos faltas cometidas; 8) Tirar una moneda al aire.

### Goleadores
| Jugador             | Equipo            | Goles |
| ------------------- | ----------------- | ----- |
| Marco Asensio       | Real Madrid       | 3     |
| Alexandre Lacazette | Arsenal           | 3     |
| Andrea Favilli      | Juventus          | 2     |
| Bernardo Silva      | Manchester City   | 2     |
| Christian Pulisic   | Borussia Dortmund | 2     |
| Christopher Nkunku  | PSG               | 2     |
| Fernando Llorente   | Tottenham         | 2     |
| Lucas Moura         | Tottenham         | 2     |
| Maximilian Philipp  | Borussia Dortmund | 2     |
| Sadio Mané          | Liverpool         | 2     |

## Torneo femenino

### Cuadro
|  | Semifinales            | Semifinales            | Semifinales         |                   |                        | Final                  | Final               | Final               |  |
|  | 26 de julio de 2018    | 26 de julio de 2018    | 26 de julio de 2018 |                   |                        | 29 de julio de 2018    | 29 de julio de 2018 | 29 de julio de 2018 |  |
|  |                        |                        |                     |                   |                        |                        |                     |                     |  |
|  |                        |                        |                     |                   |                        |                        |                     |                     |  |
|  | North Carolina Courage | North Carolina Courage | 2                   |                   |                        |                        |                     |                     |  |
|  | North Carolina Courage | North Carolina Courage | 2                   |                   |                        |                        |                     |                     |  |
|  | PSG                    | PSG                    | 1                   |                   |                        |                        |                     |                     |  |
|  | PSG                    | PSG                    | 1                   |                   | North Carolina Courage | North Carolina Courage | 1                   |                     |  |
|  |                        |                        |                     |                   | North Carolina Courage | North Carolina Courage | 1                   |                     |  |
|  |                        |                        | Olympique de Lyon   | Olympique de Lyon | 0                      |                        |                     |                     |  |
|  | Olympique de Lyon      | Olympique de Lyon      | Olympique de Lyon   | Olympique de Lyon | 0                      | 3                      |                     |                     |  |
|  | Olympique de Lyon      | Olympique de Lyon      |                     |                   |                        | 3                      |                     |                     |  |
|  | Manchester City        | Manchester City        | 0                   |                   |                        | Tercer lugar           | Tercer lugar        | Tercer lugar        |  |
|  | Manchester City        | Manchester City        | 0                   |                   |                        | Tercer lugar           | Tercer lugar        | Tercer lugar        |  |
|  |                        |                        |                     |                   |                        |                        |                     |                     |  |
|  |                        |                        |                     |                   |                        | PSG                    | PSG                 | 1                   |  |
|  |                        |                        |                     |                   |                        | PSG                    | PSG                 | 1                   |  |
|  |                        |                        |                     |                   |                        | Manchester City        | Manchester City     | 2                   |  |
|  |                        |                        |                     |                   |                        | Manchester City        | Manchester City     | 2                   |  |
|  |                        |                        |                     |                   |                        |                        |                     |                     |  |

#### Semifinales
| 26 de julio de 2018, 18:15 (UTC-4) | North Carolina Courage                      | 2:1 (1:1) | PSG                 | Hard Rock Stadium, Miami |                        |
|                                    | - Jessica McDonald 19' - Darian Jenkins 84' | Reporte   | - 40' Kaleigh Kurtz | Árbitra: Natalie Simon   | Árbitra: Natalie Simon |

| 26 de julio de 2018, 21:00 (UTC -4) | Olympique de Lyon                              | 3:0 (3:0) | Manchester City | Hard Rock Stadium, Miami |                          |
|                                     | - Eugénie Le Sommer 4' 14' - Ada Hegerberg 17' | Reporte   |                 | Árbitra: Jasmine Peralta | Árbitra: Jasmine Peralta |

#### Tercer lugar
| 29 de julio de 2018, 18:15 (UTC-4) | PSG             | 1:2 (1:2) | Manchester City                 | Hard Rock Stadium, Miami |                        |
|                                    | Melike Pekel 1' |           | 41' Jill Scott · 45+4' Mie Jans | Árbitra: Natalie Simon   | Árbitra: Natalie Simon |

#### Final
| 29 de julio de 2018, 21:00 (UTC -4) | North Carolina Courage | 1:0 (1:0) | Olympique de Lyon | Hard Rock Stadium, Miami    |                             |
|                                     | Heather O'Reilly 10'   |           |                   | Árbitro(s): Jasmine Peralta | Árbitro(s): Jasmine Peralta |

| Predecesor: 2017 | International Champions Cup ex World Football Challenge 2018 | Sucesor: 2019 |

- Datos: Q51988112
- Multimedia: 2018 International Champions Cup / Q51988112